# زوران بريليفيتش
زوران بريليفيتش (بالسيريلية الصربية: Зоран Плевић) (مواليد 27 ديسمبر 1952) هو مدرب كرة سلة صربي، ولاعب سابق.

## مسيرته لاعبا
خلال أيامه كلاعب، لعب بريليفيتش لصالح أندية رادنيتشي بلغراد، وفويفودا ستيبا، وياسينيكا من سميديرفسكا بالانكا، ونادي شيبينيك. اعتزل اللعب مع نادي شيبينيك عام 1985.
حظر اللعب
في عام 1981، لم يحصل بريليفيتش على الشقة التي كان من المفترض أن يحصل عليها من نادي رادنيتشي بموجب العقد، فرفض اللعب. وبسبب ذلك، قام النادي بحظره نهائياً. بعد عام، ألغى رادومير شابر الاتحاد اليوغوسلافي لكرة السلة قرار الحظر الذي فرضه رادنيتشي..

## المسيرة مع المنتخب الوطني
كان بريليفيتش ضمن منتخب يوغوسلافيا الذي فاز بالميدالية الذهبية في بطولة البلقان لعام 1976. كما كان عضواً في منتخب يوغوسلافيا الجامعي لكرة السلة في الألعاب الجامعية الصيفية 1977.

## المسيرة التدريبية
بعد الاعتزال، عمل بريليفيتش مدرباً لفريق ملادست زيمون. في عام 1992، أصبح المدير الفني لنادي الحالة في الدوري البحريني لكرة السلة. فاز بالدوري البحريني وكأس الملك عام 1994، وظل مدرباً للحلة حتى عام 1995. بعد ذلك، درّب فرق أو بلغراد الصربي، والعربي القطري، والوحدة الإماراتي، والاتحاد السكندري المصري، وهوبنر نيريغيهاذا المجري، والشمال القطري.

### المسيرة التدريبية مع المنتخبات الوطنية
شغل بريليفيتش منصب المدير الفني لمنتخب البحرين (1992–1995)، ومنتخب قطر تحت 19 عاماً (2002–2003)، ومنتخب الكويت تحت 19 عاماً (2003–2005)، ومنتخب عمان (2008–2011).

## الحياة الشخصية
حصل بريليفيتش على درجة البكالوريوس في هندسة النقل من جامعة بلغراد عام 1979. عمل في المدرسة الثانوية للاتصالات في بلغراد كمدرس للاتصالات من عام 1986 حتى 1991. وفي عام 1989، حصل على درجة البكالوريوس في تدريب كرة السلة من جامعة بلغراد.

## الإنجازات
لاعبا
- بطل كأس يوغوسلافيا: مرة واحدة (مع رادنيتشي بلغراد: 1975–1976)

مدربا
- بطل الدوري البحريني الممتاز: مرة واحدة (مع نادي الحالة: 1993–1994)
- بطل كأس البحرين: مرة واحدة (مع نادي الحالة: 1994)

## روابط خارجية
- زوران بريليفيتش على موقع كرة السلة الأوروبية.كوم